# Cadwaladr Fendigaid ap Cadwallon
Cadwaladr ap Cadwallon, conosciuto anche come Cadwaladr Fendigaid, cioè il Benedetto (latino: Catuvelladurus; inglese: Cadwallader; 633 circa – 682), fu sovrano del regno gallese del Gwynedd dal 655.
Le cronache gallesi lo considerano come uno dei più grandi sovrani gallesi mai vissuti, e nella poco attendibile Historia Regum Britanniae di Goffredo di Monmouth compare come l'ultimo dei sovrani leggendari della Britannia, col nome di Cadwallader. Mentre nella Historia Brittonum viene definito Re dei britanni. Nelle leggende gallesi (soprattutto nell'Armes Prydein del X secolo) viene detto che un giorno tornerà per guidare alla vittoria i britanni contro i sassoni (proprio come si dice per Re Artù). Enrico VII d'Inghilterra, fondatore della dinastia Tudor, si dichiarerà discendente di Cadwaladr.
Figlio di re Cadwallon ap Cadfan, Cadwaladr era solo un bambino quando suo padre fu ucciso da re Oswald di Northumbria nella battaglia di Heavenfield e l'usurpatore Cadafael prese il potere nel Gwynedd. Cadwaladr crebbe oltremare (in Irlanda o Bretagna), oppure in un confinante regno gallese. Alla fine Cadwaladr riprese il trono e si scontrò coi sassoni del Wessex nel Somerset (658), ma senza successo. Fu l'ultimo sovrano gallese a condurre una serie di offensive contro gli anglosassoni che avevano invaso la Britannia. Potrebbe essere per questa ragione che Goffredo di Monmouth scelse di chiudere la sua semi-leggendaria storia dei re britannici con Cadwaladr.
Dopo queste azioni militari, apparentemente si dedicò alle questioni interne, guadagnandosi fama di uomo pio e devoto, che fece molte donazioni alla Chiesa gallese, che dopo la sua morte cominciò a guardare a lui come a un santo. Secondo gli Annales Cambriae, morì di peste nel 682, anche se altre fonti retrodatano la sua morte (sempre per peste) al 663/664, cosa che, però, darebbe un'eccessiva e quindi improbabile durata al regno del suo successore, Idwal.